# Het hondenhart
Het hondenhart is een stripverhaal uit de reeks van Suske en Wiske, geschreven door Peter Van Gucht en getekend door Wout Schoonis. Het kwam uit op 29 maart 2025 als het 379ste album in de Vierkleurenreeks.

## Personages
Suske, Wiske, Lambik, tante Sidonia, Tobias, Mozart (wolf), Kuran (wolf), Nero (wolf), hondenfee, Vitamitje, diverse honden, publiek bij hondengevechten, Perro en een andere hondenhandelaar.

## Locaties
Huis van tante Sidonia, het hondenparadijs, de Kluivenheuvel, huis van Lambik, hoofdkwartier van de hondenhandelaren

## Verhaal

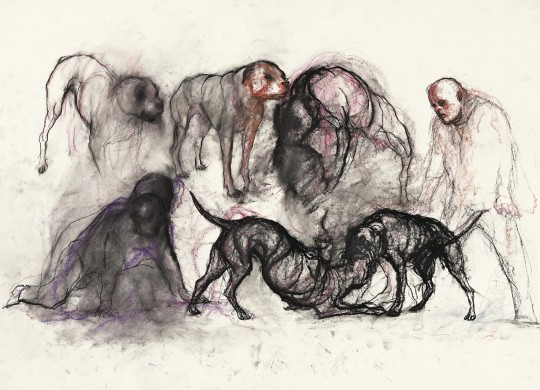
Hondengevecht

Een man vindt een hond in een wolvenklem. Hij besluit het diertje te houden en noemt haar Mira. Het blijkt om de hondenfee te gaan en ze schenkt de man een hondenhart als dank. De hondenfee, die op weg was om een hond te helpen, vertrekt stiekem, waarna de man erg teleurgesteld is en voortaan alle honden haat. 
Suske en Wiske zien in de buurt veel affiches hangen van vermiste honden. Ze zien ook een verdacht busje en horen een wolf. Jerom blijkt naar de stad te zijn verhuisd, zodat Lambik bij tante Sidonia wil komen wonen (want er moet toch gekookt en afgewassen worden) en zij stemt hiermee in. Lambik vertrekt echter weer als hij ontdekt dat het hondje Tobias, een oude bekende, ook in huis woont. 
Suske en Wiske praten met Tobias in de zevende nacht en horen dat wolven in het hondenparadijs zijn binnengedrongen. Ze hebben de honden gevangen gezet. De wolvenkraker is nodig om de wolven te verslaan, maar dit wezen is opgesloten in een hok dat alleen geopend kan worden door iemand met een hondenhart. Lambik, die honden haat, blijkt zo'n hart te hebben, zodat zijn liefde voor honden terug opgewekt moet worden. Suske gaat met Vitamitje op zoek naar de sleutel van het hok van de wolvenkraker.
Inmiddels wordt er een aanbod gedaan door wolven aan de bestuurders van het busje, ze krijgen in ruil voor vlees honden aangeleverd die bij hondengevechten kunnen worden ingezet. Het stel gaat akkoord en ze gaan vlees halen. Inmiddels heeft Suske de Kluivenheuvel gevonden en gaat op zoek naar de sleutel. Vitamitje leidt een waakhond af en met veel moeite weet Suske de sleutel, die een sleutelbeen blijkt te zijn, te bemachtigen. 
Tante Sidonia wordt door Wiske op de hoogte gebracht van de situatie. Zij brengt Tobias naar Lambik en vraagt hem op het hondje te passen, ze hoopt dat Lambik weer van honden gaat houden. Tobias start een charmeoffensief, maar dit mislukt totaal. Lambik bindt Tobias vast aan een boom in het bos en laat het hondje achter. Hij wil geen last meer van het dier als hij bij tante Sidonia en de kinderen in huis gaat wonen. Lambik glijdt uit en stoot zijn hoofd, waarna hij bewusteloos blijft liggen. 
Tobias kan zich losmaken van de boom en redt Lambik als een rat hem wat wil aandoen. Lambik gaat hierdoor weer van honden houden, zijn hondenhart wordt weer geactiveerd. Hij kan Tobias nu verstaan en ze gaan samen naar tante Sidonia. Suske en Wiske zien de hondenhandelaren en Tobias wordt door hen gevangen genomen. Suske gaat in Vitamitje achter het busje aan, maar hij wordt ontdekt en in de rivier gegooid. Vitamitje kan hem redden voor hij verdrinkt. De hondengevechten starten en ook Tobias moet de arena in. Met een list weten Suske en Wiske de hondengevechten te stoppen.
Lambik heeft de wolvenkraker gewekt en de wolven worden verslagen. Ze zijn dankbaar als blijkt dat Lambik hen ook beschermt voor deze wolvenkraker, want zijn hondenhart klopt ook voor wolven. De honden uit het hondenparadijs worden weer vrijgelaten door de wolven. Mira praat met Lambik en ze zijn blij elkaar na lange tijd weer te zien. De wolven trekken zich terug in het bos. 
Tante Sidonia vraagt of Lambik nog steeds zin heeft om samen te wonen. Dat is niet het geval en hij vertrekt samen met Tobias naar huis, tante Sidonia teleurgesteld achterlatend.